# الحقبة الكارولينية

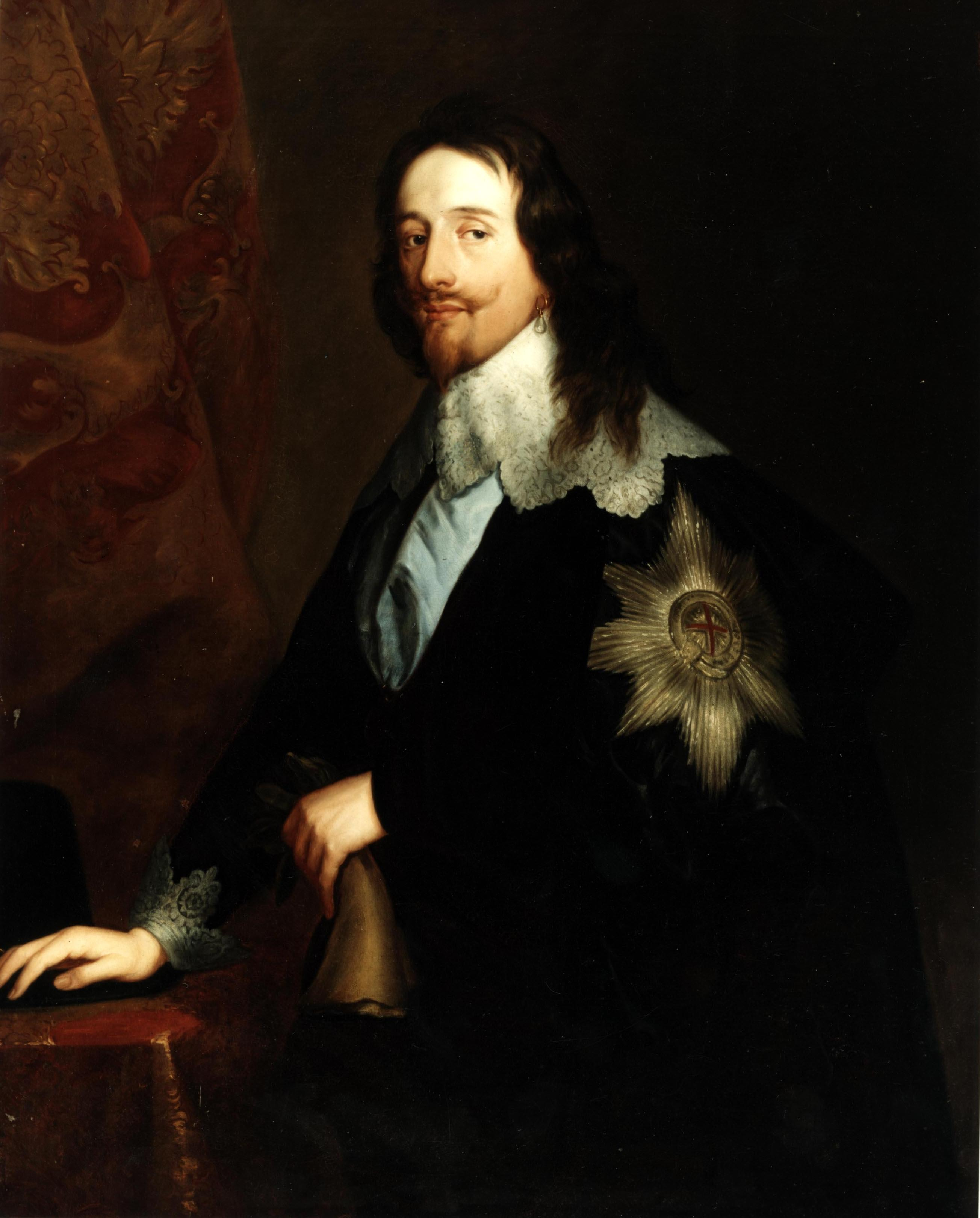

تشير الحقبة الكارولينية (بالإنجليزية: Caroline era) إلى الفترة في التاريخ الإنجليزي والإسكتلندي تحت حكم تشارلز الأول ملك إنجلترا (1625-1649) الذي دام 24 عامًا. اشتُّق هذا المصطلح من اسم كارولوس اللاتينية لتشارلز. عقب الحقبة الكارولينية العصر اليعقوبي، أثناء عهد والد تشارلز الملك جيمس السادس والأول (1603-1625)، وتداخلت مع فترة الحرب الأهلية الإنجليزية (1642-1651)، وتبع ذلك فترة خلو العرش حتى فترة الاسترداد عام 1660. لا ينبغي الخلط بين هذه الحقبة والحكم الكاروليني الذي يُشير إلى عهد ابن تشارلز الأول الملك تشارلز الثاني ملك إنجلترا.
سادت الخلافات الدينية والسياسية والاجتماعية المتنامية في الحقبة الكارولينية بين الملك وأنصاره، الذين يُدعون الحزب الملكي، والمعارضة البرلمانية (الرؤساء المتشددون) التي طورت استجابة لجوانب معينة من حكم تشارلز. على الرغم من احتدام حرب الثلاثين عامًا في أوروبا القارية، إلا أن بريطانيا كانت تنعم بالسلام القلق الذي تفاقم نتيجة حدة الصراع المدني بين الملك وأنصار البرلمان.
على الرغم من الاحتكاك بين الملك والبرلمان الذي يسيطر على المجتمع، حدثت تطورات في مجال الفنون والعلوم. شهدت الفترة أيضًا فترة استعمار أمريكا الشمالية مع إنشاء المستعمرات الجديدة بين 1629 و1636 في مقاطعات كارولينا، ماريلند، وكونيتيكت، رود-آيلاند. استمر إنشاء المستعمرات أيضًا في فرجينيا، ماساتشوستس، ومستعمرة نيوفندلاند. في ماساتشوستس، عُدَّت حرب البيكوات عام 1637 أول صراع مسلح رئيسي بين مستوطني نيو إنجلاند والشعب الأميركي الأصلي.

## الفنون
ازدهرت أرقى مستويات الفنون والهندسة تحت رعاية الملك، على الرغم من أن العمل المسرحي قد انحدر عن نظيره في عصر شكسبير السابق. وقد تأثرت الفنون جميعها إلى حد كبير بالخلافات السياسية والدينية المتعددة، إذ كان مدى تأثير ذلك مسألة نقاش مستمر بين العلماء. يزعم باتريك كولينسون أن المجتمع الإنجيلي الناشئ قد شكك بمجال الفنون الجميلة إلى حدّ كبير. يزعم إدوارد تشاني وجود عدد كبير من الرعاة والمهنيين الكاثوليك وهم قد تأثروا بشكل كبير في اتجاه الفنون.

## الشعر
شهدت الحقبة الكارولينية ازدهار مجموعة من الشعراء النبلاء (بما في ذلك توماس كاري وريتشارد لوفليس وجون سكلنج) والشعراء الميتافيزيقيين (بما في ذلك جورج هيربرت وهنري فاوغان وكاثرين فيليبس)، وهي حركات أنتجت شخصيات مثل جون دون وروبرت هيريك وجون ميلتون.
يختلف الشعر النبيل عن الشعر التقليدي من حيث الموضوع. فبدلًا من معالجة قضايا مثل الدين والفلسفة والفنون، يهدف الشعر النبيل إلى التعبير عن السعادة والاحتفالات بطريقة أكثر حيوية من تلك التي عبر عنها الأسلاف. تمثَّل الهدف منه في كثير من الأحيان في الترويج للتاج الملكي، إذ كثيرًا ما كانوا يتحدثون ظاهريًا ضد الرؤساء المتشددين. وقد تميزت معظم الأعمال بوجود العديد من الاستعارات أو الإشارات الكلاسيكية، بالاعتماد على معرفة هوراس، وسيسيرو، وأوفيد. باستخدام هذه الموارد، تمكنوا من تقديم أعمال شعرية أثارت إعجاب الملك تشارلز الأول. وقد جاهد الشعراء لخلق مادة شعرية تتميز بالمتعة والفضيلة. عملوا على ذكر المراجع القديمة إذ كانت معظم القصائد «تحتفي بالجمال والحب والطبيعة والشاعرية والشرب والزمالة الحسنة والشرف والحياة الاجتماعية».
كتب الشعراء النبلاء على نحو يشجع على انتهاز جميع الفرص المتاحة أمامهم وأمام أقربائهم. فقد أرادوا الاستمتاع داخل المجتمع والتوصل إلى أفضل ما بوسعهم ضمن حدود مجتمعهم. وبالنسبة لهم، فإن الحياة الرغيدة تشتمل غالبًا على اكتساب الثروة المادية وممارسة الجنس مع النساء. وقد ساهمت هذه المواضيع في النبرة الصاخبة والمفعمة بالحيوية والموقف الموحد من الشعر. تميز الشعر النبيل أيضًا بطابع الحب الأفلاطوني، الذي يُبدي فيه الرجل حبه الإلهي للمرأة، إذ كان من الممكن أن تُعبد المرأة كمخلوق من الكمال.
جورج ويتر (1588-1667)، شاعر خصب ومؤلف وساخر وكاتب ترانيم. من أكثر أعماله شهرة عمل «ذكرى لبريطانيا» الذي قام به عام 1625، إلى جانب مجموعة واسعة من المواضيع المعاصرة بما في ذلك وباء الطاعون والسياسة. يعكس هذا العمل طبيعة الشعر والنبوءة ويستكشف خطوط الصدع في السياسة ويرفض طغيان ذلك النوع الذي استنكر الملك لرعايته. وإنه يحذر أيضًا من شر الزمن ويتنبأ بالكوارث التي على وشك أن تقع داخل المملكة.